# 29º Reggimento fanteria "Pisa"
Il 29º Reggimento fanteria "Pisa", poi 29º Reggimento Fanteria "Assietta", è stata un'unità militare del Regio Esercito Italiano dal 1859 al 1943.

## Guerre d'indipendenza
Discende dal 1º Reggimento di linea formato il 5 maggio 1859, per decreto del Governo provvisorio della Toscana, mediante la riunione dei battaglioni VII e IX di linea granducali.
Rinominato 29º Reggimento fanteria, insieme al 30º Reggimento fanteria formò la Brigata "Pisa", e fu impegnato nella Seconda guerra d'indipendenza (1859) e poi di nuovo nella Terza guerra d'Indipendenza (1866), partecipando alla battaglia di Custoza.

## Prima guerra mondiale
Nel 1907 fu stanziato a Potenza. Nel 1915–1918 partecipò alla prima guerra mondiale, ricevendo due medaglie d'argento al valor militare. All'inizio della guerra fu schierato sul fronte dell'Isonzo e partecipò alla Prima, Seconda, Terza e Quarta battaglia dell'Isonzo sul Carso nel settore di San Martino del Carso - Monte San Michele. Nel 1916 si trovò sempre sul Carso partecipando alla Sesta, Settima e Ottava battaglia dell'Isonzo. Nel 1917 il reggimento fu impegnato anche nella Decima battaglia dell'Isonzo prima di essere trasferito sul fronte Trentino sull'Altopiano di Asiago dove fu schierato nella zona di Gallio ad est di Asiago. Nel giugno 1918 durante la battaglia del solstizio fu trasferita nella zona del Montello e partecipò alla battaglia del Montello. In seguito il reggimento fu schierato sulla linea del Piave. Durante la battaglia di Vittorio Veneto partecipò alla cosiddetta battaglia della Sernaglia.

## Campagna d'Etiopia
A seguito della riorganizzazione dell'esercito italiano su tre reggimenti, nel 1926 diviene 29º Reggimento fanteria "Pisa" ed inserito nella XXVI Brigata di Fanteria insieme al 30º "Pisa" e al 63º "Cagliari". Nel 1929 fu trasferito ad Asti.
Nel 1935–36 partecipò alla Campagna d'Etiopia.

## Seconda guerra mondiale
A seguito della riorganizzazione delle divisioni italiane su due reggimenti, è inquadrato nella 26ª Divisione fanteria "Assietta", insieme al 30º Reggimento Fanteria e al 25º Reggimento Artiglieria, assumendo il nuovo nome di 29º Reggimento Fanteria "Assietta".
Nel 1940 combatté sul fronte alpino occidentale; nel 1941 fu schierato sul fronte alpino orientale, e invase la Jugoslavia. Nel 1943 fu trasferito in Sicilia, per difendere l'isola dall'invasione americana, ma a seguito delle perdite subite fu trasferito di nuovo a Asti, per essere riorganizzato. Qui fu colto dall'armistizio di Cassibile e sciolto.